# Сиух (Хунзахский район)
Сиух (авар. Сиухъ) — село в Хунзахском районе республики Дагестан. Административный центр сельсовета Сиухский. 

## Этимология
Название села образовано от слова «си», означающего возвышение (точнее — башню). По другой версии, название произошло от имени первого поселенца по имени Си. 

## История
Летопись села Сиух насчитывает около 2000 лет. Когда-то существовал и Нижний Сиух (Гъоркь Сиух), от которого остались одни развалины. Он был разрушен очень давно, во время войны с Гидатлем. Гидатлинцы к тому времени (1475 год) приняли ислам и стали распространять его. А сиухцы все еще продолжали оставаться неверными – отчего между теми и другими существовала вражда. Близ Нижнего Сиуха до сих пор сохранилось домусульманское кладбище и кладбище гидатлинцев (Гьидерил хабзал). 
После этих событий первый фундамент нового села был заложен на месте, где сейчас находится дом МахIсутIил. Считается, что первым человеком, положившим начало новому селу, был Умар сын Имана (Иманил ГIумар). Летоисчисление нового села насчитывает около 600 лет. Нынешнее место было более удобным для защиты от внешних врагов.
Сиух считался стратегическим место в Аварии. Это своего рода аул-крепость, защищённый природой со всех сторон. В свое время "красные" понесли огромные потери при осаде и штурме Сиуха. И сумели его взять только, когда истощённые жители сами покинули пределы аула и заняли оборону в местности Чидада, совместно с жителями близлежащих сёл.
Генерал-майор, военный губернатор Николай Андреевич Окольничий (1827—1871) отмечал в своем труде «Перечень последних военных событий в Дагестане. (1843 год)» (ст. 3): «В Аварскую долину можно было проникнуть тремя путями: 1) от Тлоха на Сиух, 2) от Тлоха через Цельмес и Ахальчи и 3) из Караты через Тала-корийский хребет на Гозолоколо. На первом пути, неприятелю предстояло подняться в гору по узкой и удобной для защиты тропинке и овладеть многолюдным и крепким по местности Сиухом. Второй путь через Цельмес и Ахальчи, самый удобнейший для вторжения в Аварию, и поэтому на нем было предположено устроить укрепление при Ахальчи. Третий путь, из Караты, исправленный генералом Фезе в 1837 году, все таки оставался крайне затруднительным, а в зимнее время покрывался глубокими снегами и мог служить тогда для прохода только мелких хищнических партий…».
Далее он пишет: «Следовательно, главнейшими пунктами, обеспечивающими Аварскую долину с северо-запада, были Цолкита, Сиух и Ахальчи. В случае измены этих селений, самое пребывание наше в Хунзахе было не совсем надежно, так как сообщение с Балаканами подвергалось действию неприятеля с фланга».

### Ислам
После принятия ислама сиухцами с села вышло много ученых-арабистов. Например, шейх Мухаммаднур-хаджи Сиухский. В свое время он был заместителем муфтия Сирии. В Дамаске в мечети Абу Нур преподавал шариатские науки. Или, например, кадий Мухаммад Дибир Сиухский, у которого были ученики со всех концов Аварии. С ним связана следующая история. У Мухаммад Дибира обучался Мусал Мухаммад из села Батлух (Шамильский район). Мухаммад Дибир собрал различные вопросы обо всём, что вызывало у людей сомнение, и отправил их со своим учеником из Батлуха к Хасану-афанди Кахибскому. Хасан-афанди спросил у Мусал Мухаммада: «Когда ты собираешься вернуться к Мухаммад Дибиру?» Тот ответил: «Через две недели». Тогда Хасан-афанди сказал: «Когда будешь возвращаться, загляни ко мне – и получишь ответы на все свои вопросы». Эту книгу Хасан-афанди написал за две недели. Когда Мухаммад Дибир получил книгу с ответами на свои вопросы, он расплакался от того, насколько искусно Хасан-афанди составил ответы. Эта книга называется «Аль-Бурудж аль-Мушаййада би нусуси аль-Маъаяда» (Прочные башни, построенные на основе доказательств из текстов). Аль-Бурдж (башня) – это арабский вариант аварского названия села Сиух, которое также имеет значение "башня". Таким образом название села Сиух увековечилось в этом труде, который и поныне изучается в исламских учебных заведениях по всему миру.

## География

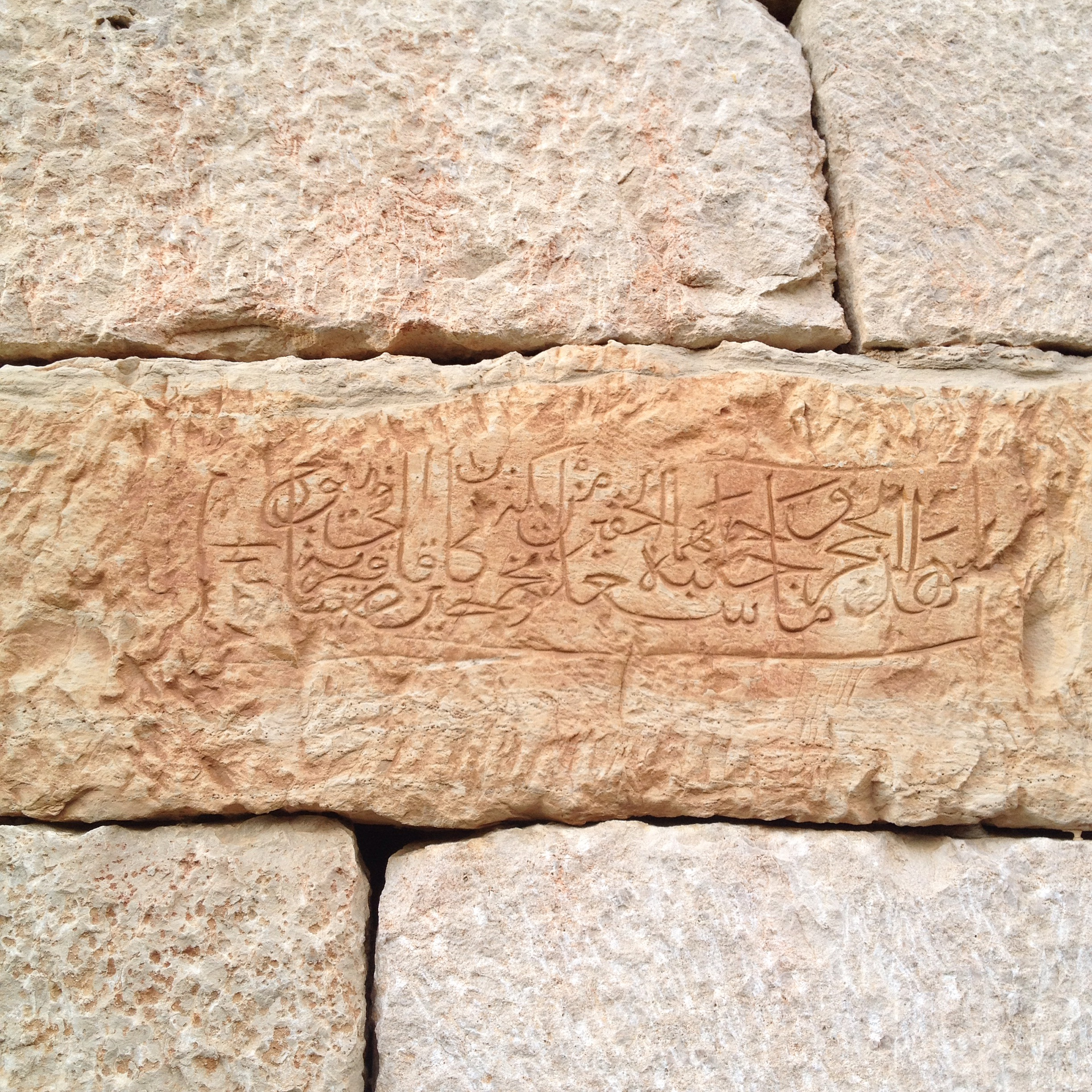
Надпись на камне внешней стены Сиухской мечети: «Этот камень и то, что сзади него(?) привезли их из Мекки бедный СагIаду м..х.. (имя неразборчиво) когда работал кадием в селе Сиух 1268 году (1852 г)».

В горах центральной части Среднего Дагестана, между Аварским и Андийским койсу, в их нижнем течении, возвышается Хунзахское плато. Оно представляет собой обширную, примерно 26 км длиной и 8—10 км шириной равнину, расчлененную водной эрозией. Оно расположено на высоте 1700—2200 метров над уровнем мирового океана. С трех сторон плато охвачено горными хребтами: на северо-востоке – Танусдирилбал (БуцIулдерилбал), на юго-западе – Акаро, Талоко, на юге – это ИтлямегIер, на востоке — ЧIина. С северо-запада и юга это плато заканчивается обрывами, зачастую огромной высоты. 
Село Сиух расположено в 20-ти км от районного центра к западу. Оно окружено горами с юга и твердой каменной скалой с запада.
Ученый Абдурахман из Газикумуха (1837—1900), зять имама Шамиля, писал в своей «Книге воспоминаний» (Китаб ат-тазкира): «В самой красивой местности стоит селение Сиух, родина правителя Сурхая, который был убит мюридами из Гимры. Питьевая вода родниковая, студеная; дома чистые и красивые. Постели набивают сеном, шерстью или мякиной. Одеяла набивают тоже овечьей или козьей шерстью или хлопком, в зависимости от состоятельности человека, и подушки у них такие же. Основная пища это боковые хинкалы с куском мяса, сушеного ломтиками сыра или другое блюдо. Для гостей приготовляют хлеб или хинкал из пшеничной муки, а также лепешки или что-нибудь другое».
Грузинский историк Платон Иоселиани писал в книге «Путевые записки по Дагестану. В 1861 году»: «Авария — это лучший отрывок Дагестана, плодовитое ядро его, цвет всего лучшего и сильного и в вере, и в политике. Хунзах — ее столица, резиденция ее правителей или ханов, счастливо географическим своим положением огражденная от нашествий со всех сторон … расположен на долине широкой и длинной, оканчивающейся с севера селом Сиух, с высоты, которого видны горные вершины, командующие Преображенским, заложенным для пребывания полка и силуэты Андийских высот, за которыми является роскошная растительность Чечни. Протяженность этой долины, усеянной пашнями, должно быть около 15 верст».

## Население
| 1888 | 1895 | 1926 | 1939 | 1959 | 1970 | 1989 |
| ---- | ---- | ---- | ---- | ---- | ---- | ---- |
| 761  | ↗772 | ↘661 | ↗779 | ↘442 | ↗476 | ↘356 |
| 2002 | 2010 | 2021 |      |      |      |      |
| ↘310 | ↘277 | ↗306 |      |      |      |      |

## Известные уроженцы
- Магомедов, Дибир Магомедович — доктор философских наук, профессор.